# Idrissa Coulibaly
Idrissa Coulibaly (Bamako, 1987. december 19. –) mali válogatott labdarúgó, jelenleg a marokkói Hassania US Agadir játékosa.

## Sikerei, díjai
JS Kabylie
- Algériai kupagyőztes (1): 2010–11

Espérance Tunis
- Tunéziai bajnok (1): 2011–12